# 马克思主义哲学

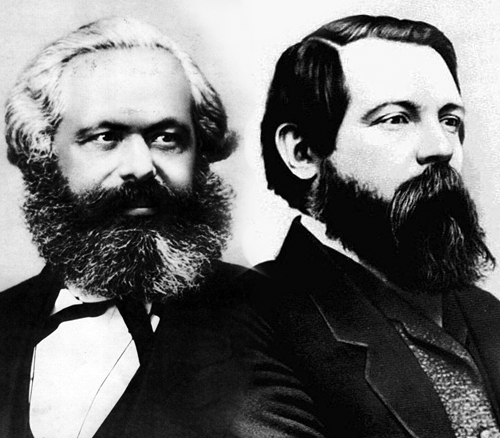
馬克思和恩格斯

马克思主义哲学，简称马哲，被认为是马克思主义的三个主要组成部分之一，被称为“辩证的唯物论”和“唯物的辩证法”。

## 马克思的唯物主义
马克思的唯物主义即辩证唯物主义。其主要观点为物质和意识的辩证关系，即物质是独立于人的意识，并能为人的意识所反映的客观实在；意识则是物质的反映，并对物质具有反作用。物质决定意识，意识是物质的反映。辩证唯物论应用于人类历史领域，就形成了历史唯物主义。

## 马克思的辩证法
马克思的辩证法即唯物辩证法。唯物辩证法是以辩证唯物论为基础和前提的。唯物辩证法的主要观点包括联系、全面、发展和矛盾，主要的特点是承认矛盾是事物发展的内在动力，從客觀的角度，全面帶出事物的兩面。「普遍聯繫」和「永恆發展」是世界存在的兩個總的基本特徵，從總體上揭示了世界的辯證性質；唯物辯證法的基本規律和各個範疇，從不同側面揭示了這兩個基本特徵的內涵和外延；矛盾（即對立統一）的觀點；從一定意義上說，事物就是矛盾，世界就是矛盾的集合體；沒有矛盾就沒有事物或世界，沒有矛盾就沒有事物或世界的發展。但要驗證事物對世界是否利大於弊，便需要實踐。馬克斯說過:「實踐才是唯一的真理」。
唯物辯證法試圖回答的問題是「世界的存在狀態問題」。在這個問題上，唯物辯證法認為世界存在的基本特徵有兩個：一個是世界是普遍聯繫的，另一個是世界是永恆發展的。